# Chiropotes utahickae
Il chiropote di Uta Hick (Chiropotes utahickae Hershkovitz, 1985) è un primate platirrino appartenente alla famiglia Pitheciidae.

## Descrizione
Il pelo è di colore bruno scuro, più chiaro sul dorso e via via più scuro sulle appendici (testa, braccia e coda), mentre le parti nude del corpo (faccia e mani) sono nere, coi genitali esterni anch'essi glabri ma rosati.

Sulla testa il pelo cresce formando due semisfere nella parte superiore della testa, mentre sulla mandibola è presente una barba che nei maschi arriva al petto, mentre nelle femmine è solitamente più corta. La coda è ricoperta di pelo e lunga quanto il corpo: non è prensile in età adulta, ma pare lo sia durante i primi due mesi di vita del cucciolo.

## Biologia
Vive in gruppetti di una trentina d'individui, che durante la ricerca del cibo si sparpagliano nel raggio di 100 metri, suddividendosi in sottogruppi di cinque o sei esemplari.

Si nutre di frutta non ancora del tutto matura, semi (oltre il 60% del totale) ed eventualmente anche foglie, fiori ed insetti.

## Distribuzione e habitat
Vive nella zona compresa fra i fiumi Xingu e Tocantins, in Brasile centro-orientale, dal medio corso dei fiumi fino alla costa.

## Tassonomia
Veniva considerato una sottospecie di Chiropotes satanas (C. satanas utahickae), ma l'analisi del DNA mitocondriale ha dimostrato che è più opportuna una classificazione di questi animali come specie a sé stante.